# Jennifer Hermoso
Jennifer Hermoso Fuentes (Madrid, 9 mei 1990) is een Spaans voetbalster die momenteel als aanvalster actief is bij Tigres UANL

## Clubvoetbal
Hermoso begon haar carrière bij Atlético Madrid Femenino. In 2010 maakte ze de overstap naar Rayo Vallecano Femenino, met wie ze in haar debuutseizoen de Primera División Femenina won. Na het seizoen 2012/13 verliet ze Spanje om voor het Zweedse Tyresö FF te gaan spelen. Ze bleef hier slechts 8 maanden, op 10 januari 2014 maakte ze de overstap naar FC Barcelona. Met Barça werd Hermoso tweemaal landskampioen (2014, 2015) en won ze in 2014 en 2017 de Copa de la Reina. In 2017 vertrok ze naar Paris Saint-Germain, waarmee ze in 2018 de Coupe de France won. In 2018 ging Hermoso voor de tweede keer bij Atlético Madrid spelen. Ze werd in het seizoen 2018/2019 landskampioen en bovendien werd de aanvalster topscorer met 24 doelpunten. In 2019 keerde Hermoso terug bij FC Barcelona.

## Nationaal elftal
Tevens is Hermoso actief bij het Spaans vrouwenelftal. Ze debuteerde in juni 2012 tegen Turkije. Met het Spaans elftal bereikte ze in 2013 de kwartfinale van het Europees kampioenschap. In 2015 behoorde ze tot de Spaanse selectie voor het WK in Canada. Hermoso speelde alleen in de eerste wedstrijd van Spanje tegen Costa Rica, waarin ze in de basis startte. In 2017 won Hermoso met Spanje de Algarve Cup. Ze scoorde in de groepswedstrijd tegen Noorwegen.
In 2017 speelde ze op het Europees kampioenschap in Nederland. Op dit toernooi bereikte Hermoso met Spanje de kwartfinales. In 2019 behoorde de aanvalster tot de Spaanse selectie voor het WK in Frankrijk. Ze scoorde tweemaal uit een strafschop in de eerste groepswedstrijd tegen Zuid-Amerika. Daarnaast maakte Hermoso het enige Spaanse doelpunt in de verloren wedstrijd tegen de Verenigde Staten in de achtste finales. Op 20 augustus 2023 werd Hermoso met Spanje voor de eerste maal wereldkampioen na een 1-0 zege in de finale tegen Europees kampioen Engeland.

### Ongewenst gedrag van Luis Rubiales
Na de gewonnen zege tegen Engeland op het WK vrouwenvoetbal was er veel gedoe rondom een kus die Hermoso kreeg van de toenmalige baas van de Spaanse voetbalbond, Luis Rubiales. Dit incident vond plaats na de uitreiking van de beker. Volgens Hermoso had Rubiales 'haar bij haar oren vastgepakt en haar op de mond gekust', zonder wederzijdse toestemming van Hermoso's kant. Er ontstond veel ophef over de kus. Genoeg, om Rubiales te laten vertrekken als baas van de Spaanse voetbalbond. Hij ontkende echter dat het geen wederzijdse toestemming was. Integendeel, hij zei juist dat hij het allemaal maar onzin vond en dat hij niet op zou stappen. Dit kon hij echter niet lang in stand houden. 
Hermoso klaagde Rubiales voor de kus aan. De rechtszaak begon op 3 februari 2025 en zal uitlopen tot laat in februari.